# Dialectes turcs de Syrie et du Liban
 (janvier 2025).
La mise en forme du texte ne suit pas les recommandations de Wikipédia : il faut le « wikifier ».
Les points d'amélioration suivants sont les cas les plus fréquents :
- Les titres sont pré-formatés par le logiciel. Ils ne sont ni en capitales, ni en gras.
- Le texte ne doit pas être écrit en capitales (les noms de famille non plus), ni en gras, ni en italique, ni en « petit »…
- Le gras n'est utilisé que pour surligner le titre de l'article dans l'introduction, une seule fois.
- L'italique est rarement utilisé : mots en langue étrangère, titres d'œuvres, noms de bateaux, etc.
- Les citations ne sont pas en italique mais en corps de texte normal. Elles sont entourées par des guillemets français : « et ».
- Les listes à puces sont à éviter, des paragraphes rédigés étant largement préférés. Les tableaux sont à réserver à la présentation de données structurées (résultats, etc.).
- Les appels de note de bas de page (petits chiffres en exposant, introduits par l'outil «  Source ») sont à placer entre la fin de phrase et le point final[comme ça].
- Les liens internes (vers d'autres articles de Wikipédia) sont à choisir avec parcimonie. Créez des liens vers des articles approfondissant le sujet. Les termes génériques sans rapport avec le sujet sont à éviter, ainsi que les répétitions de liens vers un même terme.
- Les liens externes sont à placer uniquement dans une section « Liens externes », à la fin de l'article. Ces liens sont à choisir avec parcimonie suivant les règles définies. Si un lien sert de source à l'article, son insertion dans le texte est à faire par les notes de bas de page.
- La présentation des références doit suivre les conventions bibliographiques. Il est recommandé d'utiliser les modèles {{Ouvrage}}, {{Chapitre}}, {{Article}}, {{Lien web}} et/ou {{Bibliographie}}. Le mode d'édition visuel peut mettre en forme automatiquement les références.
- Insérer une infobox (cadre d'informations à droite) n'est pas obligatoire pour parachever la mise en page.

Pour une aide détaillée, merci de consulter Aide:Wikification.
Si vous pensez que ces points ont été résolus, vous pouvez retirer ce bandeau et améliorer la mise en forme d'un autre article.
Les dialectes turcs du Levant aussi appelés dialectes turkmènes de Syrie et du Liban (Suriye ve Lübnan Türkmen ağızları en turc) sont des variétés de la langue turque utilisées au Levant.
La Syrie et le Liban ont connu plusieurs vagues de migrations de Turcs à partir du XIe siècle et ont été sous souveraineté ottomane durant quatre siècles du XVIe   au   XXe siècle. Durant cette période, plusieurs vagues de migrations vers la région se sont produites depuis l'Anatolie, que ces migrants soient sédentaires ou nomades. L'ensemble de ces Turcs installés au Proche-Orient sont appelés "Turkmènes" mais ne doivent pas être confondus avec les Turkmènes du Turkménistan. 
Le turc ottoman a été la langue administrative de la Syrie et du Liban tandis que le turc dans ses formes locales (turkmènes) était utilisé par les groupes de Turkmènes disséminés dans la région. Cette diglossie a pris fin avec l'effondrement de l'Empire ottoman et l'arabe a remplacé le turc dans l'administration. Différentes politiques d'arabisation (sous Hafez el-Assad notamment) mais aussi l'acculturation des Turkmènes à l'environnement arabophone ont fait reculer l'usage des dialectes turkmènes. La langue turque maintient une présence avec l'ouverture d'Instituts Yunus Emre et l'enseignement du turc dans les territoires syriens occupés par la Turquie. De plus, le retour des Syriens réfugiés en Turquie après la guerre civile a aussi contribué à la présence de la langue turque en Syrie. 
Cependant, le turc enseigné et utilisé par les réfugiés syriens est le turc standard basé sur le parler d'Istanbul. Les dialectes turkmènes de Syrie et du Liban diffèrent du turc de Turquie.

## Dialectes turcs de Syrie
La langue turque est la troisième langue parlée en Syrie après l'arabe syrien et le kurde d'après The Encyclopedia of Arabic language and linguistics. Le turc parlé en Syrie se divise en plusieurs branches :
- Dans le Bayırbucak (en) autour du Mont Turkmène, il y a un continuum dialectal avec le turc du Hatay ;
- Dans Alep et sa région, le dialecte est similaire à celui de Kilis et Gaziantep ;
- Dans la région allant de Tel Abyad jusqu'à Raqqa, les Turkmènes utilisent un dialecte proche de celui de Şanlıurfa.

Il existe aussi des îlots linguistiques turcophones dans la province de Homs, Damas (dialecte yörük) et sur le plateau du Golan. Les Turkmènes de Homs, Hama et Tartous ont perdu l'usage du turkmène de Syrie. Le turc standard basé sur le parler d'Istanbul est la langue d'enseignement dans les territoires administrés par la Turquie,,.

### Dialecte turkmène d'Alep[7]
Ce dialecte appelé Halep Türkmen ağzı s'inscrit dans un continuum dialectal allant de Kilis et Gaziantep jusqu'à Alep. Kadir Koç a noté le système phonologique du turkmène d'Alep et montre plusieurs spécificités :
- Le son /æ/ (noté ə en azéri mais non noté en turc) est présent comme dans hesabına (prononcé ḥəsebine)
- Le /ʕ/ issu de l'arabe est conservé dans les mots d'origine arabe ;
- Les voyelles peuvent être courtes ou longues ;
- Le n nasal /ŋ/ (noté ñ en tatar de Crimée) a été conservé comme dans biñ, Tañrı, biliñiz alors qu'il a disparu en turc moderne (bin, Tanrı, biliniz) ;
- Le ğ est soit assimilé par la voyelle précédente et la prolonge (yazdığım est prononcé yazdıım, değil est prononcé deel), soit il se durcit en /g/ (yigit et non yiğit) ou en /ɣ/ (/taɣa/ alors que prononcé /daɰa/ en turc pour dağa) selon l'harmonie vocalique ;
- Le /k/ en fin de syllabe ou de mot avec les voyelles a, ı, o et u se prononce /x/ (comme en azéri) comme dans yaxtılar (yaktılar en turc), pammıx (pamuk) et sıcax (sıcak) ;
- Le turkmène d'Alep a développé des méthathèses comme l'azéri, comme torpax pour toprak ;
- Il y a une duplication consonantique dans certains nombres (ikki pour iki, yeddi pour yedi) comme en azéri ;
- Il y a une tendance à une harmonie vocalique quasi-complète comme dans sülelesinden alors qu'en turc moderne le mot est sülalesinden, həralda (herhalde), talabalarına pour talebelerine.

### Dialecte turkmène du Golan[3]
Hülya Arslan Erol a souligné que le dialecte turkmène du Golan (Colan Türkmen ağzı) comprend des caractéristiques phonologiques proches du turc de Gaziantep, de Tall Afer (Irak) et de l'azéri. Le système phonologique relevé est proche de celui du turkmène d'Alep :
- Le son /æ/ (noté ə en azéri mais non noté en turc) est aussi utilisé (birəz pour biraz) ;
- Le son /ɛ/ (é en français, non noté en turc moderne) existe (gɛlin pour gelin, gɛce pour gece, bɛş pour beş), noté aussi avec la disparition du ğ comme en turkmène d'Alep (söyleyeceğim prononcé söyleyceem, değil prononcé deel) ;
- L'allongement de voyelles (deemir pour demir, henii alors que hani en turc moderne, toblaanırlar pour toplanırlar) se retrouve dans les dialectes turkmènes d'Irak (Kirkouk, Tall Afer, Mandali et Khanaqin) ;
- Pour les mots terminés par -r, le i se prononce entre le ı (/)/) et le i et le i ;
- Le n nasal /ŋ/ qui existe en turkmène d'Alep existe aussi comme dans soñra (sonra), biñ (bin), galdıñız (kaldınız) ;
- Le ğ se prononce /ɣ/ et remplace le g ou le k (galdıñız-kaldınız, güwənilmez-güvenilmez) ;
- Le son /q/ est conservé alors qu'il est perdu en turc moderne (Türqmen-Türkmen, gɛrceq-gercek, başqa-başka, yuqqarı-yukarı) ;
- Le w remplace le v (yawaş-yavaş, ewcilik-evcilik, yawru-yavru, ew-ev) ;
- Le l est assimilé dans groupe consonantique -rl- (parladım en turc moderne devient parradım en turkmène du Golan), et -nl- (türkmenler devient türqmenner).

## Dialectes turcs du Liban
Il existe quatre dialectes turcs/turkmènes utilisés au Liban dont la plupart sont délaissés au profit de l'arabe, du français et de l'anglais. Le turc standard est enseigné par l'Institut Yunus Emre.
- Le turc de Beyrouth qui n'est désormais plus utilisé par la population turkmène ;
- Le turc de Tripoli apparenté au turc d'Istanbul et de Thessalonique du fait de l'origine des Turkmènes, mais qui n'est plus utilisé par les jeunes générations ;
- Le turc de l'Akkar toujours parlé dans le village de Kouachra (en) ;
- Le turc de la Bekaa.

## Dialecte turc de Palestine[10]
Les Turkmènes sont signalés dès l'époque des Mamelouks en Palestine du fait d'affrontements intercommunautaires avec les Arabes en 1484 à Ramallah où se trouve un "quartier turkmène". Un document de l'Empire ottoman en 1592 rend compte d'une présence turkmène à Césarée, à Gaza, dans la région d'Acre, dans la vallée du Jourdain et de Bessan jusqu'à la vallée de la Houla. Dans les années 1870, des nomades turkmènes sont signalés du côté de Megiddo, Qira et sur la côte de Césarée. Enfin, sous le mandat britannique en Palestine, les Turkmènes s'installèrent dans des villages dans la vallée de  Jezreel. Du fait de la Nakba, les Turkmènes quittèrent leurs territoires pour les Territoires palestiniens, particulièrement à Naplouse, Jénine et Tulkarem, d'autres se sont réfugiés sur le Plateau du Golan. On compterait 30.000 Turkmènes en Cisjordanie, 70.000 à Gaza et un millier de Turkmènes habiteraient toujours en Israël. 
Dès le Survey of Western Palestine publié en 1882, il est dit que les Turkmènes de Palestine parlent en majorité l'arabe. Aucune étude n'a été menée sur le dialecte turc de Palestine, de ce fait il n'est pas possible de présenter ses caractéristiques. Des écoles turques en Palestine enseignent le turc standard. 

## Comparaisons phonologiques
| Français     | Turc standard écriture et phonologie | Turc standard écriture et phonologie | Turc d'Alep | Turc du Bayırbucak          | Turc du Golan  | Turc de l'Akkar | Turc de la Bekaa |
| ------------ | ------------------------------------ | ------------------------------------ | ----------- | --------------------------- | -------------- | --------------- | ---------------- |
| Turkmènes    | Türkmenler                           | /tyɾc.mænleɾ/                        |             | /tyɾc.menleɾ/               | /tyɾcq.mænnæɾ/ | /tuɾc.menleɾ/   | /tuɾc.menleɾ/    |
| Village      | Köy                                  | /køj/                                |             | /koj/ , /køj/, /køɣ/, /køø/ | /køj/          | /køj/, /kyj/    | /køj/, /kyj/     |
| Il y a       | Var                                  | /vɑɾ/                                |             | /war/                       | /war/          | /waŕ/           | /waŕ/            |
| Il n'y a pas | Yok                                  | /jok/                                | /jox/       | /joq/, /jox/                | /joq/          | /joq/           | /jox/            |